# Heli hydride cation
Heli hydride cation hoặc hydridohelium (1+) là một cation (ion tích điện dương) với công thức hóa học HeH+. Phân tử của nó bao gồm một nguyên tử helium liên kết với một nguyên tử hydro, với một electron bị loại bỏ. Nó là ion dị hợp tử nhẹ nhất và có thể so sánh với ion phân tử hydro, H+2.
Ion này được sản xuất lần đầu tiên trong phòng thí nghiệm vào năm 1925. Nó ổn định trong sự cô lập, nhưng cực kỳ phản ứng và không thể điều chế đồng loạt vì nó sẽ phản ứng với bất kỳ phân tử nào khác mà nó tiếp xúc. Nó thực sự là acid mạnh nhất được biết đến. Sự xuất hiện của nó trong môi trường liên sao đã được phỏng đoán từ những năm 1970, và cuối cùng nó đã được phát hiện vào năm 2019.

## Tính chất vật lý
Hydridohelium (1+) là đẳng electron với hydro phân tử. Không giống như H+
2, nó có một khoảnh khắc lưỡng cực vĩnh viễn, làm cho đặc tính quang phổ của nó dễ dàng hơn. Thời điểm lưỡng cực tính toán của HeH+ là 2,26 hoặc 2,84 D. Tuy nhiên, một trong những vạch quang phổ nổi bật nhất của nó, ở 149,14 μm, trùng với một cặp vạch phổ thuộc gốc methylidyne ⫶CH.
Độ dài của liên kết cộng hóa trị trong ion là 0,772 Å.

### Phân tử trung tính
Không giống như ion helium hydride, phân tử helium hydride trung tính HeH không ổn định ở trạng thái cơ bản. Tuy nhiên, nó tồn tại ở trạng thái kích thích như một excimer (HeH*), và phổ của nó được quan sát lần đầu tiên vào giữa những năm 1980.
Phân tử trung tính là mục đầu tiên trong cơ sở dữ liệu của Gmelin.

## Tính chất hóa học và phản ứng

### Điều chế
Vì HeH+ không thể được lưu trữ dưới bất kỳ hình thức có thể sử dụng nào, tính chất hóa học của nó phải được nghiên cứu bằng cách hình thành nó tại chỗ.
Phản ứng với các chất hữu cơ, ví dụ, có thể được nghiên cứu bằng cách tạo ra một dẫn xuất triti của hợp chất hữu cơ mong muốn.
Sự phân rã triti thành 3He+ sau đó là nhả ra một nguyên tử hydro thu được 3HeH+, cái được bao quanh bởi vật liệu hữu cơ và sẽ lần lượt phản ứng.

### Độ acid
HeH + không thể được điều chế trong dạng ngưng tụ, vì nó sẽ tặng một proton cho bất kỳ điện cực âm, phân tử hoặc nguyên tử nào mà nó tiếp xúc. Nó đã được chứng minh là cung cấp proton cho O2, NH3, SO2, H2O, và CO2, tạo O2H+, NH+
4amoni
HSO+
2, hidroni H3O+, và HCO+
2.
Các phân tử khác như oxide nitric, nitơ dioxide, nitơ oxide, hydro sulfide, metan sulfide, etylen, etylen, etylen, metan và acetonitril phản ứng nhưng bị phá hủy do một lượng lớn năng lượng được tạo ra.
Trên thực tế, HeH+ là acid mạnh nhất được biết đến, với ái lực proton là 177,8 kJ / mol. Độ acid dung dịch lý thuyết có thể được ước tính bằng định luật Hess:
| HeH+(g)  | → | H+(g)   | + He(g)  | +178 kJ/mol  | [11] |
| HeH+(aq) | → | HeH+(g) |          | +973 kJ/mol  | (a)  |
| H+(g)    | → | H+(aq)  |          | −1530 kJ/mol |      |
| He(g)    | → | He(aq)  |          | +19 kJ/mol   | (b)  |
| HeH+(aq) | → | H+(aq)  | + He(aq) | −360 kJ/mol  |      |
(a) Estimated to be same as for Li+(aq) → Li+(g).

(b) Ước tính từ dữ liệu độ hòa tan.
Sự thay đổi năng lượng tự do của sự phân ly -360 kJ / mol tương đương với pKa là -63.

### Các ion helium-hydro khác
Các nguyên tử helium bổ sung có thể gắn vào HeH + để tạo thành các cụm lớn hơn như He2H+, He3H+, He4H+, He5H+ and He6H+.
Các cation dircium hydride, He2H+, được hình thành do phản ứng của cation dircium với hydro phân tử:
He+
2 + H2 → He2H+ + H
Nó là một ion thẳng với hydro ở trung tâm.
Ion hexahelium hydride, He6H +, đặc biệt ổn định.
Các hydride helium khác được biết hoặc đã được nghiên cứu về mặt lý thuyết. Helium dihydrat ion, hoặc dihydridohelium(1+), HeH+
2, đã được quan sát bằng quang phổ vi sóng. Nó có năng lượng liên kết tính toán là 25,1 kJ / mol, trong khi trihydridohelium(1+), HeH+
3, có năng lượng liên kết tính toán là 0,42 kJ / mol.

## Lịch sử
Hydradohelium (1+) lần đầu tiên được phát hiện gián tiếp vào năm 1925 bởi T. R. Hogness và E. G. Lunn. Họ đang bơm các proton năng lượng đã biết vào hỗn hợp hydro và heli, để nghiên cứu sự hình thành hydrogens như H+
, H+
2 and H+
3. Họ quan sát thấy H+
3 xuất hiện ở cùng năng lượng chùm tia (16 eV) là H+
2, và nồng độ của nó tăng lên với áp lực nhiều hơn so với hai ion còn lại. Từ dữ liệu này, họ nhận thấy rằng ion H+
2 đang chuyển một proton tới các phân tử mà chúng va chạm, bao gồm cả helium.
HeH+ từ lâu đã được phỏng đoán từ những năm 1970 để tồn tại trong môi trường liên sao. Phát hiện đầu tiên của nó, trong tinh vân NGC 7027, đã được báo cáo trong một bài báo được công bố trên tạp chí Nature vào tháng 4 năm 2019.

## Hiện diện trong tự nhiên

### Từ sự phân rã của triti
Ion helium hydride được hình thành trong quá trình phân rã triti trong phân tử HT hoặc phân tử tritiium T2. Mặc dù bị kích thích bởi phân rã beta, phân tử vẫn liên kết với nhau.

### Môi trường liên sao
Nó được cho là hợp chất đầu tiên đã hình thành trong vũ trụ và có tầm quan trọng cơ bản trong việc tìm hiểu hóa học của vũ trụ sơ khai. Điều này là do hydro và heli gần như là các loại nguyên tử duy nhất được hình thành trong quá trình tổng hợp hạt nhân Big Bang. Các ngôi sao hình thành từ vật liệu nguyên thủy nên chứa HeH+, có thể ảnh hưởng đến sự hình thành của chúng và sự tiến hóa tiếp theo. Đặc biệt, khoảnh khắc lưỡng cực mạnh của nó làm cho nó có liên quan đến độ mờ đục của các ngôi sao không kim loại. HeH+ cũng được cho là thành phần quan trọng của các sao lùn trắng giàu khí quyển, nơi nó tăng lên khi độ mờ đục của khí và khiến ngôi sao nguội dần.
Một số địa điểm đã được đề xuất là những nơi có thể HeH+ có thể được phát hiện. Chúng bao gồm các ngôi sao helium mát mẻ, vùng H II và tinh vân hành tinh dày đặc như NGC 7027.
HeH+ có thể được hình thành trong khí làm mát đằng sau những cú sốc phân tán trong các đám mây liên sao dày đặc, chẳng hạn như những cú sốc do gió sao, siêu tân tinh và vật chất chảy ra từ các ngôi sao trẻ. Nếu tốc độ của cú sốc lớn hơn khoảng 90 km mỗi giây (56 mi / giây), thì số lượng đủ lớn để phát hiện có thể được hình thành. Nếu được phát hiện, khí thải từ HeH + sau đó sẽ là những dấu vết hữu ích của cú sốc.